# Guillaume de Reviers
Guillaume de Reviers (v. 1155-10 septembre 1217), était le 5e comte de Devon de 1188 à sa mort et baron de Plympton. Fils de Baudouin de Reviers, 1er comte de Devon et d'Adélaïde-Lucie de Balun,, (v. 1090/1100- v. 1146). Il est aussi connu comme Guillaume (de Reviers) de Vernon, car il fut élevé au château de Vernon , en Normandie, un fief de son grand-père Richard de Reviers depuis 1050, cadeau de Guillaume le Conquérant.

## Biographie
Guillaume fut au couronnement de Richard Cœur-de-Lion en 1194 puis devint l'un des partisans de son successeur, Jean sans Terre, ce qui n'empêcha pas Foulques de Bréauté d'enlever la veuve de son fils en 1216, pour la forcer à un mariage et de mettre la main sur sa dot... Avec l'autorisation du roi.
Son fils Baudouin étant mort avant lui, ce sera son petit-fils, également prénommé Baudouin, qui sera 6e comte de Devon.

## Descendance
Il épousa Mabile de Beaumont, fille de Robert II de Meulan et de Maude de Dunstanville, elle-même fille de Réginald de Dunstanville. Leurs enfants sont :
- Baudouin de Reviers (ap. 28 avril 1200-1er septembre 1216) qui épousa Marguerite Fitzgerold (ou Fitzgerald) (1172/1214-?)[5].
- Marie de Reviers (v. 1185-1242[6]) se maria à Pierre de Préaux (†1212) puis à Robert de Courtenay (1183-1242), baron d'Okehampton (Devon) ; ils sont les arrière-grands-parents d'Hugues de Courtenay (1276-1340), qui sera le 9e comte de Devon après l'extinction d'Isabelle de Reviers.
- Jeanne de Reviers (1175-1221/1233) qui épousa Guillaume Brewere, fils de Guillaume Brewere, sans postérité ; elle fut fiancée avec Hubert de Burgh, mais ses fiancailles furent brisées[7].